# 스포츠맨스 파크
스포츠맨스 파크(Sportsman's Park)은 미국 미주리주 세인트루이스에 위치한 야구장이다. 과거 MLB 세인트루이스 브라운스와 세인트루이스 카디널스의 홈구장으로 사용했다.
| 메이저 리그 베이스볼 올스타전 개최 경기장 |                        |                 |
| 1939년                                    | 1940년 스포츠맨스 파크 | 1941년          |
| 양키 스타디움                             | 1940년 스포츠맨스 파크 | 브릭스 스타디움 |
|                                           |                        |                 |
|                                           |                        |                 |

| 메이저 리그 베이스볼 올스타전 개최 경기장 |                        |             |
| 1947년                                    | 1948년 스포츠맨스 파크 | 1949년      |
| 리글리 필드                               | 1948년 스포츠맨스 파크 | 에베츠 필드 |
|                                           |                        |             |
|                                           |                        |             |

| 메이저 리그 베이스볼 올스타전 개최 경기장 |                        |                   |
| 1956년                                    | 1957년 스포츠맨스 파크 | 1958년            |
| 그리피스 스타디움                         | 1957년 스포츠맨스 파크 | 메모리얼 스타디움 |
|                                           |                        |                   |
|                                           |                        |                   |